# (365159) Garching
(365159) Garching est un astéroïde de la ceinture principale.

## Description
(365159) Garching est un astéroïde de la ceinture principale. Il fut découvert le 26 février 2009 à Calar Alto par Felix Hormuth. Il présente une orbite caractérisée par un demi-grand axe de 2,38 UA, une excentricité de 0,13 et une inclinaison de 1,4° par rapport à l'écliptique.

## Compléments